# NGC 2380
NGC 2380 este o galaxie lenticulară situată în constelația Câinele Mare. A fost descoperită în 1 februarie 1837 de către John Herschel. Se află la o distanță de 25,94 de megaparseci de Pământ.